# Cameron Mitchell
Pour les articles homonymes, voir Cameron Mitchell (homonymie) et Mitchell.
Cameron Mitchell, de son vrai nom Cameron McDowell Mitzell, est un acteur américain, né à Dallastown, en Pennsylvanie, le 4 novembre 1918, et mort le 6 juillet 1994 à Pacific Palisades, en Californie, d'un cancer du poumon.

## Éléments biographiques
Il se marie trois fois et a quatre enfants, dont : Chip Mitchell, Camille Mitchell.
Tout en servant dans l'US Air Force comme membre d'équipage d'un bombardier durant la Seconde Guerre mondiale, il fait des apparitions sur les scènes de Broadway, puis à la télévision, à partir de 1940. Il fait ses débuts au cinéma en 1945 dans What next, caporal Hargrove ?. Il tient ensuite près de 230 rôles, tant au cinéma (Comment épouser un millionnaire, La Maison de bambou) qu'à la télévision (Bonanza, Mission Impossible, Le Grand Chaparral).

## Filmographie

### Cinéma
- 1945 : Les Sacrifiés (They Were Expendable), de John Ford et Robert Montgomery : Enseigne George Cross
- 1947 : The Mighty McGurk de John Waters : Johnny Burden
- 1947 : L'Île enchantée (High Barbaree), de Jack Conway : Le lieutenant Joe Moore
- 1947 : Éternel Tourment (Cass Timberlane), de George Sidney : Eino Roskinen
- 1948 :  Le Retour (Homecoming), de Mervyn LeRoy : 'Monk' Monkevickz
- 1948 : Tragique Décision (Command Decision), de Sam Wood
- 1948 : Adventures of Gallant Bess de Lew Landers
- 1951 : Le Cavalier de la mort (Man in the Saddle), d'André de Toth : George Virk
- 1951 : Mort d'un commis voyageur (Death of a Salesman), de Laslo Benedek : Happy Loman
- 1951 : Destination Mars (Flight to Mars) de Lesley Selander : Steve Abbot, le jourbnaliste
- 1952 : Les Misérables, de Lewis Milestone : Marius
- 1952 : Les Bannis de la Sierra (The Outcasts of Poker Flat) de Joseph M. Newman : Ryker
- 1953 : La Rivière de la poudre (Powder River) de Louis King : Micht Hardin
- 1953 : La Tunique (The Robe), de Henry Koster : voix
- 1953 : Le Cirque en révolte (Man on a Tightrope) d'Elia Kazan
- 1953 : Comment épouser un millionnaire (How to Marry a Millionaire), de Jean Negulesco : Tom Brookman
- 1954 : Le Démon des eaux troubles (Hell and High Water), de Samuel Fuller : "Ski" Broski
- 1954 : Le Jardin du diable (Garden of Evil), de Henry Hathaway : Luke Daly
- 1954 : Désirée, de Henry Koster : Joseph Bonaparte
- 1954 : Panique sur la ville (Gorilla at Large) de Harmon Jones
- 1955 : Une étrangère dans la ville (Strange Lady in Town) de Mervyn LeRoy : Le lieutenant David Garth
- 1955 : Les Pièges de la passion (Love Me or Leave Me), de Charles Vidor : Johnny Alderman
- 1955 : La Maison de bambou (House of Bamboo), de Samuel Fuller : Griff
- 1955 : Le Train du dernier retour (The View from Pompey's Head) de Philip Dunne
- 1955 : Les Implacables (The Tall Men), de Raoul Walsh : Clint Allison
- 1956 : Tension à Rock City : Le shérif Fred Miller
- 1956 : Carousel, de Henry King : Jigger Craigin
- 1957 : Les Sensuels (No Down Payment), de Martin Ritt : Troy Boone
- 1957 : Escapade au Japon (Escapade in Japan), d'Arthur Lubin : Dick Saunders
- 1957 : La Bourrasque (en) (All Mine To Give) d'Allen Reisner : Robert Eunson
- 1957 : Quand la bête hurle (Monkey on My Back) d'André de Toth
- 1961 : Le Dernier des Vikings (L'ultimo dei Vikinghi), de Giacomo Gentilomo : Harald
- 1961 : La Ruée des Vikings (Gli invasori), de Mario Bava : Eron
- 1962 : Jules César, conquérant de la Gaule : Jules César
- 1962 : Dulcinée (Dulcinea) de Vicente Escrivá
- 1964 : Le Dernier Pistolet : Bill/Jim Hart
- 1964 : Le Justicier du Minnesota de Sergio Corbucci: Minnesota Clay
- 1964 : Six Femmes pour l'assassin ( Sei donne per l'assassino) de Mario Bava
- 1964 : La Môme aux dollars (Einer frißt den anderen) de Ray Nazarro : Lylle Corbett
- 1965 : L'Ouragan de la vengeance (Ride in the Whirlwind), de Monte Hellman : Vern
- 1966 : Duel au couteau (I coltelli del vendicatore), de Mario Bava : Rurik/Helmut
- 1967 : Hombre, de Martin Ritt : Franck Braden
- 1970 : Les Motos de la violence (The Rebel Rousers), de Martin B. Cohen : Paul Collier
- 1972 : Les espions meurent à l'aube (The Big Game), de Robert Day : Bruno Carstens
- 1972 : Buck et son complice (Buck and the Preacher), de Sidney Poitier : Deshay
- 1972 : Massacre (Slaughter), de Jack Starrett : A.W. Price
- 1974 : The Hanged Man (en) (western américain réalisé pour la télévision) de Michael Caffey (en) : Lew Halleck
- 1974 : Le flic se rebiffe (The Midnight Man), de Roland Kibbee et Burt Lancaster : Quartz
- 1974 : L'Homme du clan (Klansman), de Terence Young : Butt Cutt Cates
- 1977 : Le Casse-cou (Viva Knievel!), de Gordon Douglas : Barton
- 1978 : La Foreuse sanglante (The Toolbox Murders) de Dennis Donnelly
- 1978 : L'Inévitable catastrophe (The Swarm), d'Irwin Allen : Général Thompson
- 1979 : Supersonic Man de Juan Piquer Simón : Dr Gulik
- 1979 : Le Silence qui tue (The Silent Scream), de Denny Harris : Le lieutenant Sandy McGiven
- 1980 : Terreur extraterrestre (Without Warning), de Greydon Clark : le père
- 1982 : Où est passée mon idole ? (My Favorite Year), de Richard Benjamin : Karl Rojeck
- 1982 : Liens de sang (Extrasensorial) : Bud Waldo
- 1984 : Killpoint (en) de Frank Harris : Joe Marks
- 1986 : Le Convoyeur (The Messenger), de Fred Williamson : Le capitaine Carter
- 1987 : Nuits sanglantes (The Offspring), de Jeff Burr  : Le sergent Gallen
- 1988 : Space Mutiny de David Winters et Neal Sundstrom : Alex Jansen
- 1989 : La Cavale infernale de John Stewart : Frankie Navarro
- 1990 : Crossing the Line de Gary Graver
- 1993 : Trapped Alive (en) de Leszek Burzynski
- 1995 : Jack-O de Steve Latshaw

### Télévision
- 1959 : La Grande Caravane (Wagon Train), 1 épisode)
- 1959 : Les Incorruptibles (série) : L’amuseur
- 1960 : Bonanza (1 épisode)
- 1960 : Les Aventuriers du Far West (1 épisode)
- 1966 : Daniel Boone (2 épisodes)
- 1967 - 1971 : Le Grand Chaparral (97 épisodes sur 98)
- 1971 : Sam Cade (1 épisode)
- 1971 : Un shérif à New York (1 épisode)
- 1971 : Sur la piste du crime (1 épisode)
- 1972 : Opération danger (1 épisode)
- 1973 : Mission Impossible (Épisode 17,saison 7, La source de vie) : Matthew Drake
- 1973 : Le Magicien (The Magician) (1 épisode)
- 1972 - 1974 à la télévision : L'Homme de fer (4 épisodes)
- 1974 : Médecins d'aujourd'hui (2 épisodes)
- 1974 : Gunsmoke (1 épisode)
- 1975 : Section 4 (S.W.A.T.) : saison 1 épisode 6 «La loi de la jungle» (Jungle War)
- 1975 : Cannon
- 1976 : The Swiss Family Robinson (1 épisode)
- 1976 : Sur la piste des Cheyennes (1 épisode)
- 1974 - 1979 : Hawaï police d'État (2 épisodes)
- 1979 : Hanging by a Thread (TV) de Georg Fenady
- 1980 : Madame Columbo (1 épisode)
- 1981 : L'Incroyable Hulk (1 épisode)
- 1981 : Magnum 1 épisode)
- 1979 - 1981 : Drôles de dames (3 épisodes)
- 1978 - 1981 : L'Île fantastique (3 épisodes)
- 1982 : Matt Houston (1 épisode)
- 1984 : K 2000 (1 épisode)
- 1984 : Le Juge et le pilote (2 épisodes)
- 1985 : Arabesque (Dr Aaron Kramer ) saison 1 épisode 14
- 1984 : L'Homme qui tombe à pic (1 épisode)
- 1986 : Simon et Simon (1 épisode)
- 1987 : Matlock (1 épisode)